# NGC 4229
NGC 4229 ist eine linsenförmige Galaxie vom Hubble-Typ S0-a im Sternbild Jagdhunde am Nordsternhimmel. Sie ist schätzungsweise 300 Millionen Lichtjahre von der Milchstraße entfernt.
Das Objekt wurde am 2. Januar 1786 von William Herschel entdeckt.